# Division d'Agra
Pour les articles homonymes, voir Agra (homonymie).
La Division d'Agra est une  division administrative de l'État indien de l'Uttar Pradesh.

## Districts
Elle est constituée de 4 districts :
- Agra
- Firozabad
- Mainpuri
- Mathura

Avant avril 2008, la Division d'Agra comprenait également le territoire de la Division d'Aligarh, qui ne comprenait alors que trois districts : Aligarh, Etah et Mahamaya Nagar (celui de  Kanshi Ram Nagar sera constitué à partir d'une scission du District d'Etah).